# Cosme Saavedra
Cosme Damián Saavedra (Godoy Cruz, Mendoza; 27 de septiembre de 1901 - Buenos Aires, 3 de julio de 1967) fue un ciclista argentino, reconocido como el padre del ciclismo argentino.

## Biografía

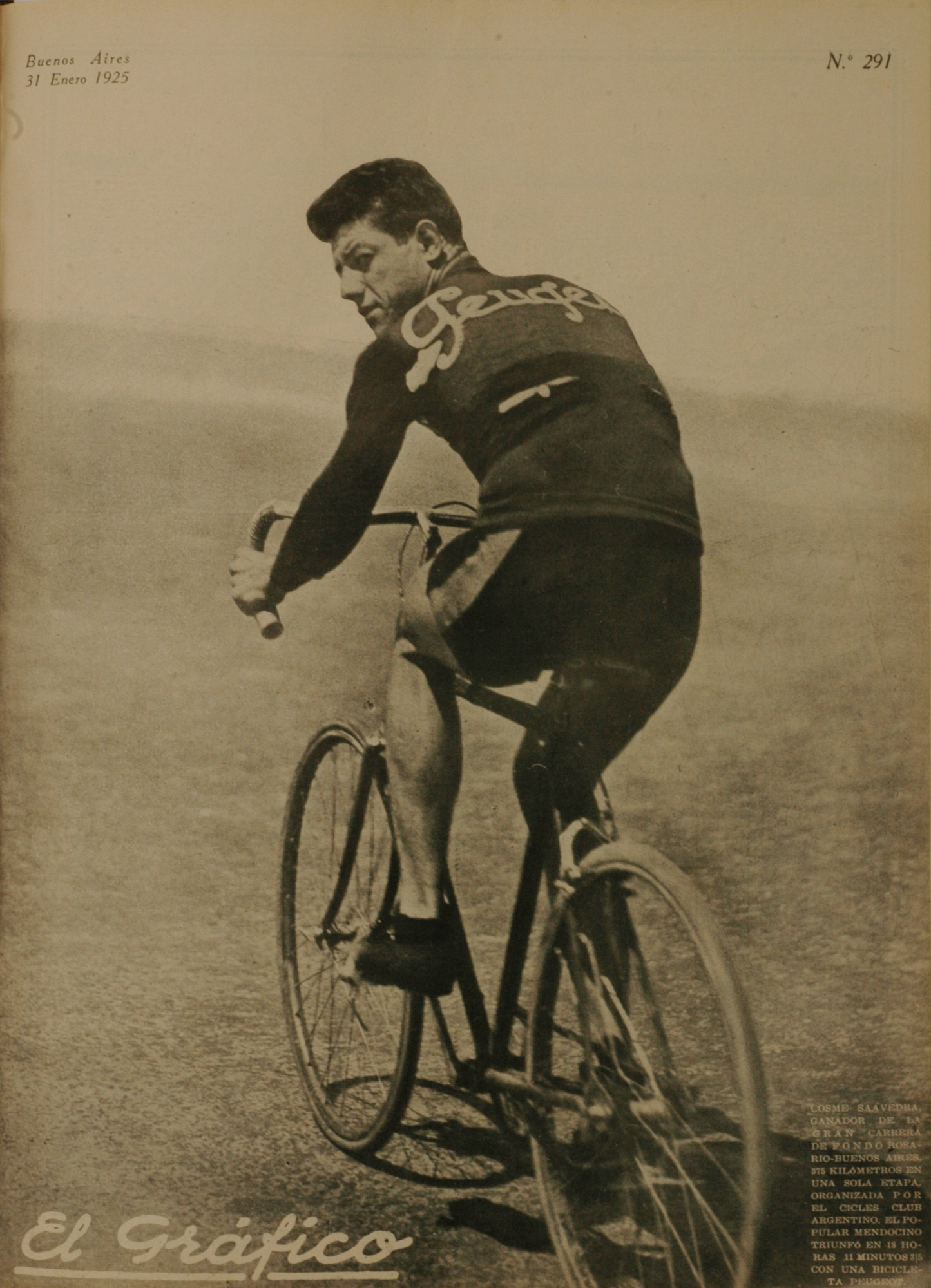
Cosme Saavedra - El Gráfico N° 291, 31-Enero-1925

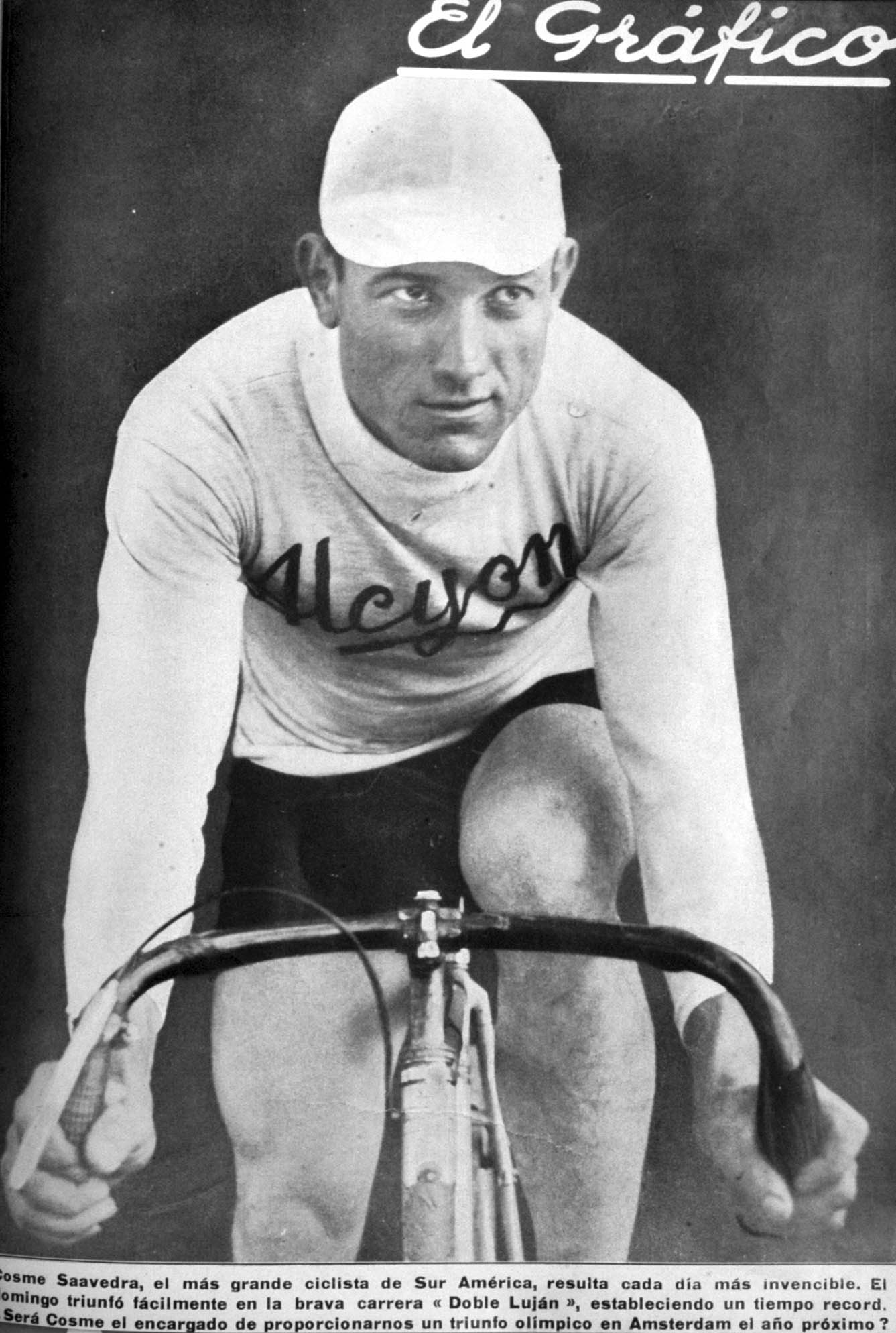
Cosme Saavedra - El Gráfico N° 442, 24-Diciembre-1927

De joven trabajó en una bodega. Y a la par entrenaba en su bicicleta. En 1922 ganó las 10 horas a la Americana.En 1924 obtuvo el Primer Campeonato Rioplatense de Fondo. En 1928 alcanzó a salir sexto en el Campeonato Mundial de Budapest. En su libro “Pedaleando”, Santiago Pizarro cuenta que Cosme compró su primera bicicleta con los ahorros de su trabajo en una cervecería; entonces comenzó a transitar su gran historia.En los Juegos de París, Saavedra finalizó en el puesto N° 30 entre 59 ciclistas, en la competencia de ruta de 188 kilómetros.Llegó a 48 minutos y 28 segundos del vencedor, el francés Armand Blanchonnet, que empleó un tiempo de 6 horas 20 minutos y 48 segundos.
El mendocino que hizo historia como olímpico siguió compitiendo en Europa y llegó a ocupar el 6° lugar en el Mundial de aficionados, disputado en Budapest. Dominando con su bicicleta los difíciles caminos arenosos de la época, Saavedra brilló en el ciclismo argentino, y entre 1927 y 1929 ganó cinco campeonatos seguidos en la Carrera Rosario-Santa Fe. Su afición hizo que sus hermanos (Carmelo, Victorio y Remigio) también se volcaran a la práctica de este deporte, por lo que la familia Saavedra se convirtió en sinónimo de ciclismo en Argentina. Murió el 3 de julio de 1967, en Buenos Aires, donde vivía desde hacía muchos años-
Fue el primer mendocino en integrar un equipo olímpico argentino, en los Juegos de 1924 celebrados en París. Además fue una de las grandes figuras del ciclismo argentino, igual que sus hermanos. Archivado el 16 de junio de 2020 en Wayback Machine.

## Palmarés

### Ruta
1923
- 3° Clasificación General Final Doble Mercedes

1924
- Clasificación General Final Doble Mercedes[1]
- Campeonato Rioplatense de Ruta
- 30° en Juegos Olímpicos, Ruta, Colombes (Ile-de-France), Francia

1925
- Clasificación General Final  Doble Mercedes[2]
- Rosario – Buenos Aires (375 km)
- Luján-Buenos Aires
- Rosario - Santa Fe[3]
- 2° Campeonato de Argentina en Ruta

1926
- Campeonato de Argentina en Ruta[4]

1927
- Clasificación General Final Doble Mercedes[5]
- Campeonato Rioplatense de Ruta
- Campeonato Sudamericano de Ruta
- Doble Luján
- Rosario - Santa Fe

1928
- Clasificación General Final Doble Mercedes[6]
- 15° en Juegos Olímpicos, Ruta, Diletantes, Ámsterdam (Noord-Holland), Holanda

1929
- Clasificación General Final Doble Mercedes[7]
- Rosario - Santa Fe
- 2° Campeonato Rioplatense de Fondo, Buenos Aires, Argentina

1930
- Clasificación General Final Doble Mercedes[8]
- Campeonato Rioplatense de Ruta, Montevideo, Uruguay
- Campeonato Sudamericano de Ruta
- Rosario - Santa Fe
- Doble Cañuelas[9]

1931
- Campeonato de Argentina en Ruta
- Rosario - Santa Fe

1932
- Rosario - Santa Fe[10]
- Concordia - Paraná (280 km)[11]

1933
- Campeonato de Argentina en Ruta
- Buenos Aires - Mar del Plata